# Järsta
Ej att förväxla med kyrkbyn Järsta (Gärdsta) i Marby socken, Åre kommun eller Järsta gård i Uppsala kommun.
Järsta är en by i Säbrå socken i Härnösands kommun. Den ligger väster om Fröland och söder om Nässjön. 
Ofta brukar Järsta och Ed felaktigt benämnas som en del av Frölands by. Järsta är en liten by belägen på en kulle, som man kan se från hela Gådeådalen. 
I byn finns en del gamla trähus av bl.a. timmer i fint skick. Den stora vita byggnaden av trä brukar ibland kallas för Järsta herrgård. 
Namnet Järsta kommer med största sannolikhet från Hjarrandis bostad eller Järs bostad. Sta är ett fornnordiskt ord för bostad eller gård.